# Heijō-kyō

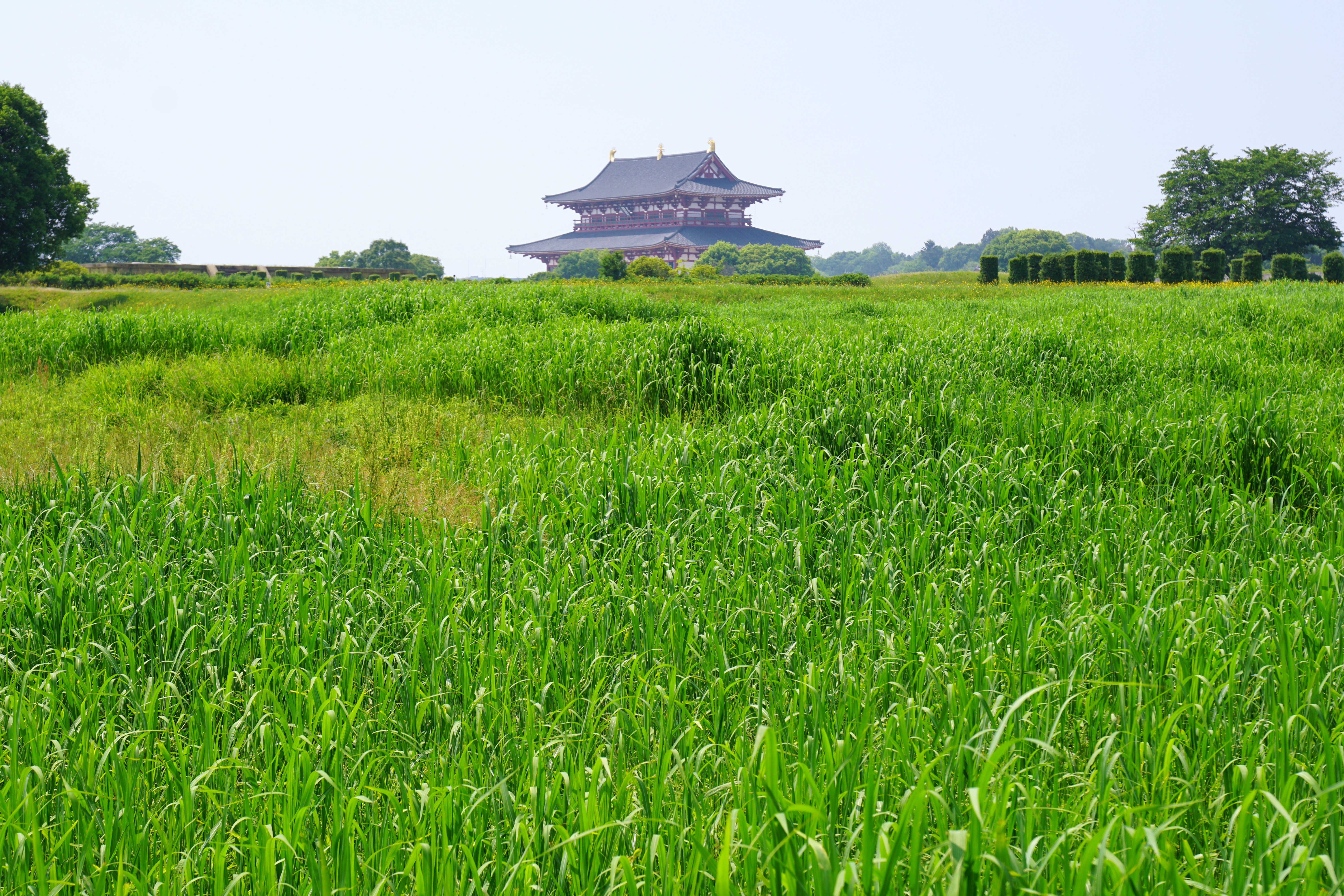
Ruines d'Heijō-kyō.

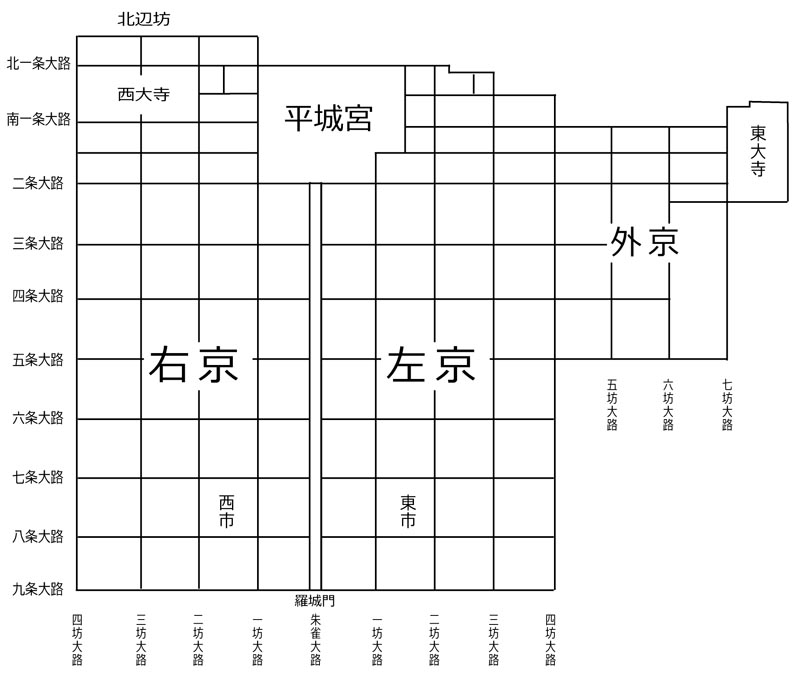
Plan au sol du Heijō-kyō.

Heijō-kyō (平城京, Heijōkyō, également appelée Heizei-kyō et parfois Nara no miyako), fut la capitale impériale du Japon entre 710 et 740, puis entre 745 et 784 ; c'est-à-dire durant la plus grande partie de la période Nara. Après le départ de l'empereur pour Nagaoka-kyō, elle perdit le nom de Heijō-kyō et devint l'actuelle ville de Nara. Le palais impérial est inscrit au patrimoine mondial de l'humanité, avec d'autres sites de l'ancienne cité.

## Organisation
La cité fut planifiée d'après la ville de Chang'an, capitale de la dynastie Tang en Chine, bien qu'elle manquât des murailles qui protégeaient la ville chinoise et qu'elle fût de moindres dimensions. Sa surface est de 23 km2, et elle est de forme rectangulaire (4,2 km est-ouest et 4,6 km nord-sud) avec deux extensions à l'est et au nord-ouest.
De la porte Rajōmon (羅城門), au sud, part la rue principale, vers le nord. Cette rue principale, l'avenue Suzaku, est large de 70 m et bordée de saules. Elle divise la ville en deux secteurs, le secteur oriental et le secteur occidental. À l'intérieur de ces secteurs, des quartiers vont être dessinés par les rues, qui se coupent à angles droits.